# Abadèche boulotte
Espèce
L'abadèche boulotte (Spectrunculus grandis) est une espèce de poissons marins de la famille des Ophidiidae. C'est l'une des deux espèces du genre, autrefois monotypique, Spectrunculus, l'autre espèce S. crassus ayant été dissocié en 2008.
L'abadèche boulotte est un poisson commun des profondeurs des océans du monde entier. Il est bathydémersal, vivant le long du plancher océanique le plus souvent à des profondeurs entre 2000 et 3 000 mètres, mais peut descendre jusqu'à 4 800 mètres. Il est l'un des plus grands poissons osseux vivant au-dessous de 2 000 mètres, atteignant jusqu'à 127 centimètres de longueur. Le mâle est plus grand que la femelle et de couleur plus foncée. Il a un long corps, comprimé latéralement et un museau arrondi avec une seule narine charnue antérieure en face d'une narine postérieure à plat. Les poissons varient en coloration allant du brun clair au brun foncé ; les individus vivant dans l'océan Atlantique sont souvent pâles tandis que ceux qui vivent dans l'océan Pacifique sont généralement plus sombres.
L'abadèche boulotte est ovipare, les œufs flottent en masse.